# Marignane
Marignane (en occitan provençal [maɾiˈɲanɔ], Marinhana selon la norme classique ou Marignano selon la norme mistralienne) est une commune française située dans le département des Bouches-du-Rhône en région Provence-Alpes-Côte d'Azur.
La ville, baignée par les rives des étangs de Berre et de Bolmon et traversée par le canal du Rove, est connue pour héberger l'aéroport Marseille-Provence ainsi que le siège social et l'une des usines de conception et d'assemblage de la société Airbus Helicopters (anciennement Eurocopter), fabricant d'hélicoptères civils et militaires.

## Géographie
Les communes limitrophes sont Châteauneuf-les-Martigues, Gignac-la-Nerthe, Saint-Victoret, Vitrolles et Berre-l'Étang.

### Situation
Marignane est située au sud-est de l'étang de Berre, dans une plaine anciennement marécageuse bordée au sud par la chaîne de l'Estaque et à l'est par le plateau de l'Arbois. La ville est séparée de l'étang proprement dit par une lagune, l'étang de Bolmon ; la langue de terre entre les deux étangs, accessible depuis le nord de la ville, est dénommée le Jaï.
Elle est traversée d'est en ouest par le ruisseau de la Cadière et son affluent le Raumartin, ainsi que par le canal de Marseille au Rhône.
Le seul relief de la commune est un petit plateau, nommé la plaine Notre-Dame, qui culmine à 104 mètres d'altitude, à l'est de la commune.

### Communes limitrophes
| Étang de Berre            | Étang de Berre   | Vitrolles                                               |
| Châteauneuf-les-Martigues | Marignane        | Saint-Victoret Les Pennes-Mirabeau (par un quadripoint) |
| Châteauneuf-les-Martigues | Gignac-la-Nerthe | Gignac-la-Nerthe                                        |

### Communications et transports
Marignane est située à proximité de deux axes autoroutiers :
- l'autoroute A7 (Lyon – Avignon – Marseille) passe à l'est de la commune ; l'échangeur de Vitrolles est à 3,5 km à l'est du centre-ville ;
- l'autoroute A55 (Marseille – Fos – Montpellier) passe au sud ; l'échangeur de Gignac est à 5 km au sud du centre-ville.

La ligne ferroviaire à grande vitesse (LGV) Paris - Marseille passe sur le plateau de l'Arbois ; la gare d'Aix-en-Provence TGV est à 10 kilomètres de Marignane. La ligne classique Paris– Marseille touche la commune de Marignane, mais la gare de Pas-des-Lanciers n'est desservie que par quelques TER reliant Marseille à Avignon. L'ancienne ligne de Marignane à Martigues, gérée par la régie départementale des transports des Bouches-du-Rhône (RDT 13), assure encore le trafic de marchandises entre la Mède (raffinerie), la zone industrielle de Marignane (plusieurs raccordements) et la gare de Pas-des-Lanciers où elle se raccorde à la ligne Paris–Marseille.
L'aéroport Marseille-Provence est situé en quasi-totalité sur le territoire de la commune de Marignane, bien qu'on n'y accède qu'en transitant par Saint-Victoret et Vitrolles. C'est un aéroport de classe internationale, qui dessert de nombreuses destinations françaises et étrangères.
Le canal de Marseille au Rhône traverse la partie sud-ouest de la commune. Sur ce tronçon il est navigable, mais la fermeture du tunnel du Rove le prive de tout trafic. Le port aménagé au quartier Saint-Pierre est inutilisé.
La ville possède un bus à haut niveau de service, le Zenibus, critiqué à son lancement pour ses dysfonctionnements notamment sur la priorité aux feux.

### Climat
Pour des articles plus généraux, voir Climat de Provence-Alpes-Côte d'Azur et Climat des Bouches-du-Rhône.
En 2010, le climat de la commune est de type climat méditerranéen franc, selon une étude du Centre national de la recherche scientifique s'appuyant sur une série de données couvrant la période 1971-2000. En 2020, Météo-France publie une typologie des climats de la France métropolitaine dans laquelle la commune est exposée à un climat méditerranéen et est dans la région climatique Provence, Languedoc-Roussillon, caractérisée par une pluviométrie faible en été, un très bon ensoleillement (2 600 h/an), un été chaud (21,5 °C), un air très sec en été, sec en toutes saisons, des vents forts (fréquence de 40 à 50 % de vents > 5 m/s) et peu de brouillards.
Pour la période 1971-2000, la température annuelle moyenne est de 14,7 °C, avec une amplitude thermique annuelle de 16,3 °C. Le cumul annuel moyen de précipitations est de 575 mm, avec 6,2 jours de précipitations en janvier et 1,4 jours en juillet. Pour la période 1991-2020, la température moyenne annuelle observée par la station météorologique installée dans la commune est de 15,9 °C et le cumul annuel moyen de précipitations est de 532,3 mm. 
La température maximale relevée sur cette station est de 39,7 °C, atteinte le 26 juillet 1983 ; la température minimale est de −16,8 °C, atteinte le 12 février 1956,,.
| Mois                                  | jan.             | fév.             | mars            | avril           | mai           | juin           | jui.            | août            | sep.            | oct.            | nov.            | déc.             | année      |
| ------------------------------------- | ---------------- | ---------------- | --------------- | --------------- | ------------- | -------------- | --------------- | --------------- | --------------- | --------------- | --------------- | ---------------- | ---------- |
| Température minimale moyenne (°C)     | 3,6              | 3,7              | 6,5             | 9,4             | 13,3          | 17,2           | 19,7            | 19,4            | 15,9            | 12,6            | 7,7             | 4,4              | 11,1       |
| Température moyenne (°C)              | 7,7              | 8,3              | 11,4            | 14,3            | 18,4          | 22,5           | 25,2            | 24,9            | 20,9            | 17              | 11,7            | 8,4              | 15,9       |
| Température maximale moyenne (°C)     | 11,8             | 12,8             | 16,4            | 19,3            | 23,5          | 27,9           | 30,7            | 30,5            | 25,9            | 21,3            | 15,7            | 12,4             | 20,7       |
| Record de froid (°C) date du record   | −12,4 07.01.1985 | −16,8 12.02.1956 | −10 07.03.1949  | −2,4 05.04.1935 | 0 01.05.1960  | 5,4 09.06.1932 | 7,8 04.07.1948  | 8,1 29.08.1924  | 1 25.09.1931    | −2,2 31.10.1941 | −5,8 11.11.1921 | −12,8 26.12.1940 | −16,8 1956 |
| Record de chaleur (°C) date du record | 19,9 19.01.07    | 22,5 17.02.22    | 25,4 28.03.1989 | 29,6 24.04.1947 | 34,9 24.05.09 | 39,6 28.06.19  | 39,7 26.07.1983 | 39,2 13.08.1922 | 34,3 05.09.1949 | 30,4 02.10.1997 | 25,2 05.11.1924 | 20,7 30.12.21    | 39,7 1983  |
| Ensoleillement (h)                    | 147,9            | 173,1            | 234,7           | 250,8           | 298,6         | 337,8          | 372,2           | 333,8           | 263,7           | 196,1           | 150,8           | 138,1            | 2 897,6    |
| Précipitations (mm)                   | 47,1             | 29,8             | 29,5            | 51,6            | 37,7          | 27,9           | 10,8            | 25,8            | 82              | 73,3            | 75,9            | 40,9             | 532,3      |

| Diagramme climatique                                  |             |             |             |              |              |              |              |            |              |             |             |
| J                                                     | F           | M           | A           | M            | J            | J            | A            | S          | O            | N           | D           |
| 11,83,647,1                                           | 12,83,729,8 | 16,46,529,5 | 19,39,451,6 | 23,513,337,7 | 27,917,227,9 | 30,719,710,8 | 30,519,425,8 | 25,915,982 | 21,312,673,3 | 15,77,775,9 | 12,44,440,9 |
| Moyennes : • Temp. maxi et mini °C • Précipitation mm |             |             |             |              |              |              |              |            |              |             |             |

Les paramètres climatiques de la commune ont été estimés pour le milieu du siècle (2041-2070) selon différents scénarios d'émission de gaz à effet de serre à partir des nouvelles projections climatiques de référence DRIAS-2020. Ils sont consultables sur un site dédié publié par Météo-France en novembre 2022.

## Urbanisme

### Typologie
Au 1er janvier 2024, Marignane est catégorisée centre urbain intermédiaire, selon la nouvelle grille communale de densité à 7 niveaux définie par l'Insee en 2022.
Elle appartient à l'unité urbaine de Marseille-Aix-en-Provence, une agglomération inter-départementale dont elle est une commune de la banlieue,. Par ailleurs la commune fait partie de l'aire d'attraction de Marseille - Aix-en-Provence, dont elle est une commune de la couronne,. Cette aire, qui regroupe 115 communes, est catégorisée dans les aires de 700 000 habitants ou plus (hors Paris),.
La commune, bordée par l'étang de berre, est également une commune littorale au sens de la loi du 3 janvier 1986, dite loi littoral. Des dispositions spécifiques d’urbanisme s’y appliquent dès lors afin de préserver les espaces naturels, les sites, les paysages et l’équilibre écologique du littoral, comme le principe d'inconstructibilité, en dehors des espaces urbanisés, sur la bande littorale des 100 mètres, ou plus si le plan local d’urbanisme le prévoit.

### Occupation des sols
L'occupation des sols de la commune, telle qu'elle ressort de la base de données européenne d’occupation biophysique des sols Corine Land Cover (CLC), est marquée par l'importance des territoires artificialisés (71,7 % en 2018), en augmentation par rapport à 1990 (66,6 %). La répartition détaillée en 2018 est la suivante : 
zones urbanisées (38,1 %), zones industrielles ou commerciales et réseaux de communication (28,9 %), eaux maritimes (12,7 %), terres arables (7 %), zones agricoles hétérogènes (5,9 %), espaces verts artificialisés, non agricoles (4,7 %), zones humides intérieures (1,8 %), espaces ouverts, sans ou avec peu de végétation (0,7 %), prairies (0,3 %). L'évolution de l’occupation des sols de la commune et de ses infrastructures peut être observée sur les différentes représentations cartographiques du territoire : la carte de Cassini (XVIIIe siècle), la carte d'état-major (1820-1866) et les cartes ou photos aériennes de l'IGN pour la période actuelle (1950 à aujourd'hui).

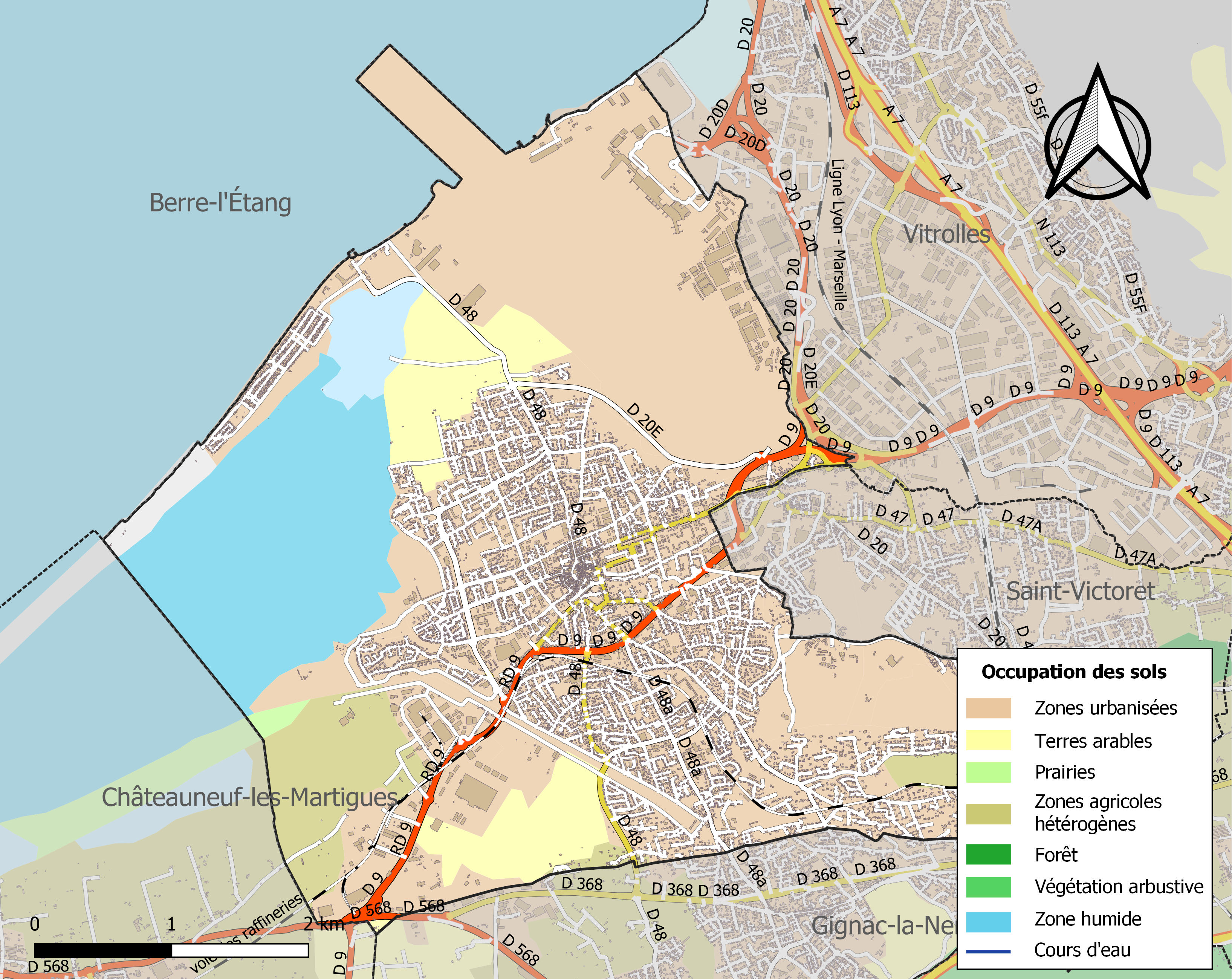
Carte des infrastructures et de l'occupation des sols de la commune en 2018 (CLC).

## Histoire

### Antiquité
À l'âge du bronze, les habitats étaient dispersés et aucune trace n'apparaît à ce jour sur Marignane sinon des traces plus anciennes du Chasséen au sud de la chapelle Notre-Dame-de-Pitié (découvertes Sicard portées à la carte archéologique de la Gaule - CAG -).
Cette présence semble être liée à des événements particuliers plutôt qu'au mouvement général dû à l'expansion de la cité grecque de Massalia à la fin du VIe siècle av. J.-C.
Au second âge de fer, le territoire semble s'être organisé autour et depuis l'oppidum de Notre-Dame-de-Pitié, tardivement édifié vers 380 av. J.-C. et précocement abandonné vers 180 av. J.-C. Nous n'avons aujourd'hui aucune indication sur ce qu'était le territoire entre la fin de l'occupation de l'oppidum (180 av. J.-C.) et la fondation de la cité romaine par Caius Marius en 104 av. J.-C. avancée par Nicolas-Claude Fabri de Peiresc à la fin du XVIe siècle.
La première trace de la présence romaine concerne la christianisation de Marignane et de Berre-l'Étang. D'ailleurs plusieurs sites d'habitats étaient sur ce territoire à l'époque romaine.
Pomponius Mela (10 av. J.-C. – 54 apr. J.-C.), indique dans son traité de géographie la description des peuples et des pays des bords de la Méditerranée depuis la villa qu'il occupait dans le territoire du peuple des Aruas (Aryens).
La tradition rapportait que Marignane aurait été fondée par Caius Marius, général et homme politique romain. Nicolas-Claude Fabri de Peiresc (1580-1637), conseiller au Parlement d'Aix écrivit dans son Histoire Abrégée de Provence à propos de la ville :

« et pendant que les barbares estoient allés ravager l'Espagne, il (Caïus Marius) campa premièrement en Camargue, puis sur le bord de l'estang des Anatiques  où il édifia Marignane et les Maritimes au port voisin »

— Nicolas-Claude Fabri de Peiresc, Histoire Abrégée de Provence
Les écrits de l'abbé Roquebrune qui parle d'un effroyable massacre sur les flancs de la colline Notre Dame de Pitié pourraient alors correspondre aux combats, rapporté par Plutarque dans la Vie des hommes illustres, menés par Caius Marius lorsqu'il écrasa les Cimbres et les Teutons en 102 av. J.-C..
Des érudits locaux qui participèrent à l'élaboration de l'encyclopédie départementale des Bouches-du-Rhône, retinrent pour leur part Marinius qui y avait séjourné dans la cité, comme fondateur de la ville. Marinius aurait donc donné son nom à Marignane lorsqu'il y meurt en 479. Ce dernier avait été nommé par Majorien (empereur romain de 456 à 461) pour commander les armées romaines qui étaient présentes dans la basse région rhodanienne. Marinius avait obtenu l'admiration de Rome par sa stratégique réussie contre les Huns à Badriacum. Sa dépouille fut ramenée à Rome par Bimardus.

### Moyen Âge
Selon A. Longnon, à l'époque carolingienne (IXe siècle) et au Xe siècle, Marignana, Cadarascum, Istrum et Fossa étaient les seules villes autour de l'étang de Berre et, au début du règne de Henri Ier, en 1032, Marignana — avec les premiers chevaliers du pays d'Oc — et Fos étaient des fiefs.
Les membres de la famille des Baux ont été entre autres, seigneurs de Marignane et en particulier, ceux issus de l'union de Bertrand Ier des Baux et de Tiburge d'Orange.
Un château fut fondé sur les emprises d'une construction templière, hypothèse renforcée par le fait que Guillaume et Raymond des Baux furent de la première croisade et bienfaiteurs et membres de l'Ordre. Les Templiers avaient des biens dans cette seigneurie de Marignane et en particulier sur le site de Saint-Michel de Gignac, aujourd'hui dans la commune du Rove.[réf. nécessaire]
La mort de la reine Jeanne Ire ouvre une crise de succession à la tête du comté de Provence, les villes de l'Union d'Aix (1382-1387) soutenant Charles de Duras contre Louis Ier d'Anjou. Le seigneur de Marignane, François des Baux, se rallie aux Angevins en 1385, après la mort de Louis Ier.
Le miracle de Saint Isarn : après l’un de ses long parcours à cheval en Provence, Isarn, épuisé s’arrête au prieuré de Marignane. Le bedeau le reçut dans l’église et lui installa une couche dans la sacristie pour qu’il s’y repose. La Vie de Saint Isarn rapporte que c’était lors d’une veillée liturgique à Marignane. Les dévotes priaient chacune devant son cierge. Alors que l’une d’elles s’était absentée, le clerc prit son cierge et le plaça au chevet de l’abbé pour qu’il ait de la lumière à son réveil. De retour, la dévote rentra dans une colère et protesta « J’ai apporté la chandelle pour Saint Victor, pas pour n’importe quel abbé », un miracle se produisit qui força la femme à laisser le cierge auprès de Saint-Isarn : elle s’empara violemment du cierge qui alors s’éteignit. Elle ne put jamais le rallumer sinon au chevet du saint. Le texte de la Vita rajoute : « c’est que Dieu avait visiblement préféré réserver (à Isarn) un luminaire destiné à son glorieux martyr ».
Ce témoignage est tiré de la Vita Isarni (la vie de saint Isarn) où elle est l’unique mention explicite du culte de saint Victor avec d’autre raison que de justifier un transfert de dévotion vers l’abbé Isarn.

### Époque moderne
Les limites du territoire sous l'Ancien Régime, ne sont pas celles d'une cité avec ses bornes administratives telles que nous les connaissons aujourd'hui, elles sont celles de l'emprise du seigneur : la seigneurie.
Au sommet de son expansion territoriale, la seigneurie de Marignane recouvrait Marignane, mais aussi Saint-Victoret et les territoires de Gignac et du Rove allant jusqu'aux calanques méditerranéennes.
Marquisat érigé en 1647 en faveur de Jean-Baptiste de Covet de Marignane.

### Révolution française
À Marignane, le comité de surveillance est institué en 1793. Il se recrute en partie chez les simples paysans, parfois illettrés, et son institution marque en quelque sorte l'apogée démocratique de la Révolution. Le comité, chargé de la surveillance de l'application des lois, consacre une grande part de son activité à les lire, les recopier, discuter de leur portée, et surtout à les faire connaître à l'ensemble de la population. Il participe ainsi à la formation politique et démocratique des citoyens.

### Époque contemporaine
- 1910 : création d'une école nationale d'aviation, sur le plateau de Pas-des-Lanciers
- 1922 : inauguration de l'aéroport de Marseille-Marignane
- 1927 : inauguration du tunnel du Rove, tunnel souterrain de 7,2 km provenant de L'Estaque (Marseille) et débouchant à Marignane

Le régime de Vichy applique sa politique rapidement, y compris dans le domaine du symbolique. C’est ainsi que, s’appuyant sur des dispositions remontant aux derniers mois de la Troisième République, il impose la débaptisation de rues dont le nom ne concorde pas avec ses valeurs, notamment celles évoquant l’Angleterre (anglophobie), les Juifs (antisémitisme), le communisme etc. Les rues Voltaire et Émile-Combessont débaptisées (la seconde renommée Jeanne-d’Arc ; une autre est baptisée Frédéric-Mistral.
- 1947 : création du Bureau de bienfaisance
- 1958 : création de l'Aéroclub Marseille-Provence
- 1958 : aménagement du stade Saint-Exupéry
- 1960 : inauguration du lycée Louis-Blériot
- 1961 : reconstruction de l'aérogare par l'architecte Fernand Pouillon
- 1967 : inauguration de l'avenue du 8-Mai-1945
- 1967 : mise en service de l'avenue du Maréchal-Juin
- 1969 : création de l'École municipale des sports
- 1973 : création du Musée d'arts et de tradition populaires (baptisé en 2013 Musée Albert-Raynaud)
- 1977 : inauguration du stade du Bolmon
- 1978 : inauguration du lycée Maurice-Genevoix
- 1979 : création de l'École municipale de musique
- 1981 : inauguration de la bibliothèque
- 1982 : création d'un atelier municipal d'arts graphiques
- 1986 : inauguration de la halle des sports du Carestier
- 1994 : intervention du GIGN lors de la prise d'otages du vol 8969 Air France
- 2003 : inauguration du complexe culturel Saint-Exupéry
- 2015 : inauguration du musée Raimu

## Politique et administration

### Tendances politiques et résultats

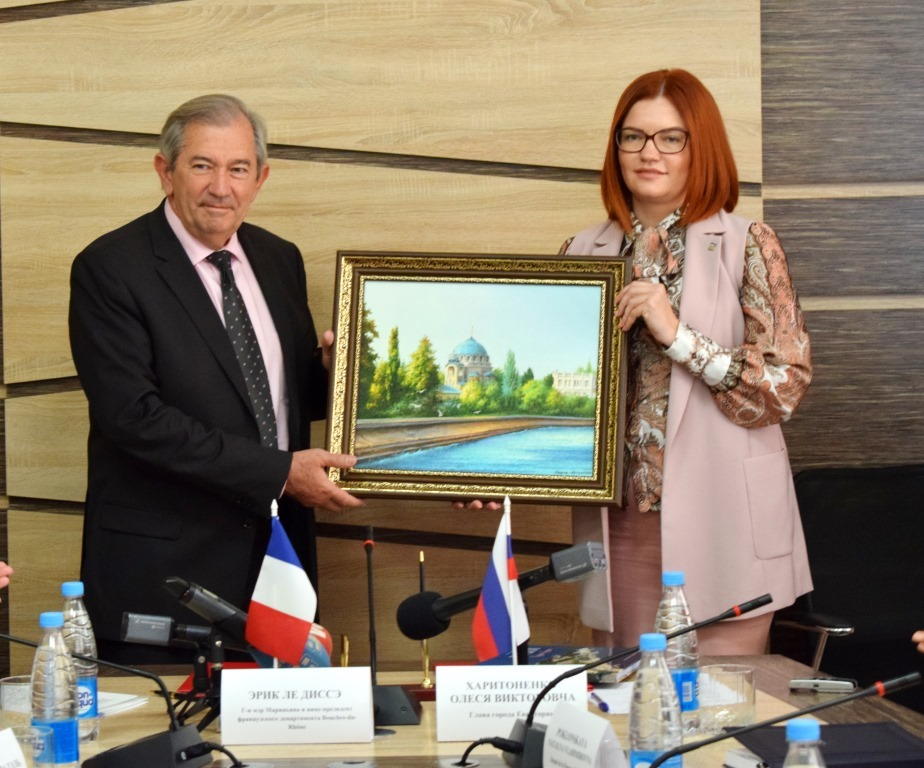
Éric Le Dissès signe un accord avec Evpatoria (2018).

Le 16 mars 2008, les élections municipales ont donné une majorité de 51,13 % à la liste conduite par Éric Le Dissès. Ce dernier, ancien responsable UMP, opposé à l'investiture accordée par son parti au maire sortant Daniel Simonpieri (divers droite, ex-Front National et MNR), avait formé une liste dissidente. La liste du socialiste Vincent Gomez arrive en deuxième position au premier tour, devant la liste de Daniel Simonpieri, qui se maintient au second tour. Cette triangulaire n'empêche pas Éric Le Dissès d'obtenir une majorité absolue de suffrages exprimés.
En mars 2014, la liste conduite par Éric Le Dissès l'emporte dès le premier tour avec 53,22 % des voix, face à quatre listes concurrentes.

#### Récapitulatif de résultats électoraux récents
| Scrutin             | 1er tour | 1er tour | 1er tour | 1er tour | 1er tour | 1er tour | 1er tour | 1er tour | 1er tour | 1er tour | 1er tour | 1er tour | 1er tour  | 1er tour  | 1er tour  | 2d tour        | 2d tour        | 2d tour        | 2d tour        | 2d tour        | 2d tour        | 2d tour        | 2d tour        | 2d tour        |
| Scrutin             | 1er      | 1er      | %        | 2e       | 2e       | %        | 3e       | 3e       | %        | 4e       | 4e       | %        | 5e        | 5e        | %         | 1er            | 1er            | %              | 2e             | 2e             | %              | 3e             | 3e             | %              |
| ------------------- | -------- | -------- | -------- | -------- | -------- | -------- | -------- | -------- | -------- | -------- | -------- | -------- | --------- | --------- | --------- | -------------- | -------------- | -------------- | -------------- | -------------- | -------------- | -------------- | -------------- | -------------- |
| Municipales 2014    |          | DVD      | 53,22    |          | FN       | 17,82    |          | PS       | 10,32    |          | DVD      | 7,71     |           | DVD       | 7,28      | Pas de 2d tour | Pas de 2d tour | Pas de 2d tour | Pas de 2d tour | Pas de 2d tour | Pas de 2d tour | Pas de 2d tour | Pas de 2d tour | Pas de 2d tour |
| Européennes 2014    |          | FN       | 49,33    |          | UMP      | 19,41    |          | PS       | 6,81     |          | EELV     | 5,12     |           | UDI       | 4,25      | Tour unique    | Tour unique    | Tour unique    | Tour unique    | Tour unique    | Tour unique    | Tour unique    | Tour unique    | Tour unique    |
| Régionales 2015     |          | FN       | 57,63    |          | LR       | 17,39    |          | PS       | 10,57    |          | EELV     | 4,89     |           | AEI       | 3,28      |                | FN             | 60,04          |                | LR             | 39,96          | Pas de 3e      | Pas de 3e      | Pas de 3e      |
| Présidentielle 2017 |          | FN       | 42,47    |          | LFI      | 17,55    |          | LR       | 15,78    |          | EM       | 13,93    |           | DLF       | 4,50      |                | FN             | 60,26          |                | EM             | 39,74          | Pas de 3e      | Pas de 3e      | Pas de 3e      |
| Législatives 2017   |          | LR       | 30,81    |          | FN       | 24,68    |          | EM       | 19,03    |          | FI       | 9,23     |           | EXD       | 5,56      |                | LR             | 71,47          |                | EM             | 28,53          | Pas de 3e      | Pas de 3e      | Pas de 3e      |
| Européennes 2019    |          | RN       | 46,76    |          | LREM     | 12,76    |          | EELV     | 7,53     |          | FI       | 5,94     |           | LR        | 5,22      | Tour unique    | Tour unique    | Tour unique    | Tour unique    | Tour unique    | Tour unique    | Tour unique    | Tour unique    | Tour unique    |
| Municipales 2020    |          | DVD      | 70,42    |          | RN       | 14,47    |          | DVD      | 7,67     |          | DVG      | 7,44     | Pas de 5e | Pas de 5e | Pas de 5e | Pas de 2d tour | Pas de 2d tour | Pas de 2d tour | Pas de 2d tour | Pas de 2d tour | Pas de 2d tour | Pas de 2d tour | Pas de 2d tour | Pas de 2d tour |
| Régionales 2021     |          | RN       | 45,67    |          | LR       | 28,00    |          | UGE      | 11,39    |          | ECO      | 4,31     |           | DLF       | 3,96      |                | RN             | 54,28          |                | LR             | 45,72          | Pas de 3e      | Pas de 3e      | Pas de 3e      |
| Présidentielle 2022 |          | RN       | 39,96    |          | LFI      | 17,84    |          | EM       | 17,25    |          | REC      | 12,18    |           | LR        | 2,62      |                | RN             | 64,44          |                | EM             | 35,56          | Pas de 3e      | Pas de 3e      | Pas de 3e      |
| Législatives 2022   |          | RN       | 39,91    |          | LR       | 31,48    |          | FI       | 15,14    |          | REC      | 7,07     |           | UNE       | 2,06      |                | RN             | 56,32          |                | LR             | 43,68          | Pas de 3e      | Pas de 3e      | Pas de 3e      |

### Jumelages
La ville de Marignane est jumelée avec :
- Wolfsburg (Allemagne) depuis 1963 ;
- Figueras (Espagne) depuis 1968 ;
- Göd (Hongrie) depuis 1996 ;
- Slănic (Roumanie) depuis 2002 ;
- Ravanusa (Italie) depuis 2016.

Le 9 novembre 2017, le maire de Marignane Éric Le Dissès a discuté à la chambre basse du parlement russe du projet de rapprochement entre sa ville et la ville criméenne d'Eupatoria. La signature du protocole d'accord, le 15 mai 2018, a été dénoncé par le ministère des Affaires Étrangères comme une initiative personnelle, illégale au regard du droit international, et ne représentant pas la position de l'État français sur l'annexion de la Crimée par la Russie.

## Population et société

### Démographie
L'évolution du nombre d'habitants est connue à travers les recensements de la population effectués dans la commune depuis 1793. Pour les communes de plus de 10 000 habitants les recensements ont lieu chaque année à la suite d'une enquête par sondage auprès d'un échantillon d'adresses représentant 8 % de leurs logements, contrairement aux autres communes qui ont un recensement réel tous les cinq ans,.

En 2022, la commune comptait 33 164 habitants, en évolution de −1,47 % par rapport à 2016 (Bouches-du-Rhône : +2,48 %, France hors Mayotte : +2,11 %).
| 1793  | 1800  | 1806  | 1821  | 1831  | 1836  | 1841  | 1846  | 1851  |
| ----- | ----- | ----- | ----- | ----- | ----- | ----- | ----- | ----- |
| 1 532 | 1 575 | 1 601 | 1 598 | 1 633 | 1 857 | 1 998 | 2 189 | 2 183 |

| 1856  | 1861  | 1866  | 1872  | 1876  | 1881  | 1886  | 1891  | 1896  |
| ----- | ----- | ----- | ----- | ----- | ----- | ----- | ----- | ----- |
| 2 197 | 2 233 | 2 207 | 2 209 | 2 048 | 1 853 | 1 782 | 1 761 | 1 917 |

| 1901  | 1906  | 1911  | 1921  | 1926  | 1931  | 1936  | 1946  | 1954  |
| ----- | ----- | ----- | ----- | ----- | ----- | ----- | ----- | ----- |
| 1 898 | 1 956 | 1 993 | 2 517 | 2 501 | 3 184 | 3 545 | 4 344 | 5 316 |

| 1962   | 1968   | 1975   | 1982   | 1990   | 1999   | 2006   | 2011   | 2016   |
| ------ | ------ | ------ | ------ | ------ | ------ | ------ | ------ | ------ |
| 10 664 | 20 044 | 26 477 | 31 109 | 32 325 | 34 006 | 32 921 | 34 393 | 33 658 |

| 2021   | 2022   | - | - | - | - | - | - | - |
| ------ | ------ | - | - | - | - | - | - | - |
| 33 003 | 33 164 | - | - | - | - | - | - | - |

### Manifestations culturelles et festivités
La ville accueille de nombreux salons au centre culturel Saint-Exupéry : collectionneurs, cartes postales, bien-être, énergies
renouvelables, etc. Des foires ont également lieu sur le cours Mirabeau : plantes, gastronomie, vide-greniers, etc.
- Carnaval qui existe depuis 1950
- Fêtes celtiques en mars
- Fêtes Provençales et Journées du Patrimoine en septembre
- Concours de chant en août
- Fêtes votives (fêtes foraines) fin août
- Veillée calendale et crèche avec ses personnages grandeur nature à la chapelle N-D.-de-Pitié en décembre
- village de Noël

### Sports
- Club de football Marignane Gignac FC
- Clubs de basket, de volley, de handball, d'aviron, de natation synchronisée, d'athlétisme, de tir à l'arc, etc.
- Deux piscines
- Deux stades, dont un complexe sportif avec stade et piste d'athlétisme, équipé de multiples terrains de sports
- Trois gymnases, dont deux avec un dojo
- Trois boulodromes
- Une base nautique
- Une zone d'évolution de kitesurf et de planches à voile
- Un stand de tir sportif
- Une base d'aviron
- Tennis
- Deux skate Park, dont un avec le plus grand bowl d'Europe

### Personnalités liées à la commune
- Pons de Marignane, archevêque d'Arles de 1022 à 1029
- Laure De-Altenus (De-Marignane) (1422-1489), astrologue qui s'installa à Marignane après avoir parcouru l'Europe[réf. nécessaire].
- Louise de Savoie (1476-1531), princesse de Marignane, mère de François Ier
- Nostradamus (1503-1566), apothicaire et astrologue provençal, emprisonné au château de Marignane par le Comte de Tende gouverneur de Provence sur l'ordre du roi Charles IX
- Émilie Covet (de Marignane) (1752-1800, épouse en 1772 le tribun révolutionnaire Mirabeau
- Anne d'Urfé auteur des  140 sonnets la Diane (1573) écrits à Marignane en hommage à Marguerite de Lupé.
- Sumeire, médecin marignanais (deuxième moitié du XVIIIe siècle)
- Laurent Imbert (1796-1839), né à Bricar, quartier agricole de Marignane, évêque, l'un des 103 martyrs de Corée condamnés à la suite de plusieurs tentatives d'infiltration dans le pays pour prosélytisme religieux. Membre des Missions étrangères de Paris et implantation économique et politique qui avait pour mission de préparer les opérations de colonisations.
- Laurens Deleuil (1918-2006), homme politique français, né à Marignane. Maire de Marignane de 1947 à 1995
- Jean Audibert (1927-1999) : ambassadeur de France
- Monique Vita (1935-), actrice née à Marignane
- Karine de Ménonville (1972-), journaliste française de télévision, née à Marignane
- Comte John-Peter Von Wildenradt, peintre danois premier prix de l'école des Beaux-arts de Copenhague, qualifié de Corot danois par les critiques de Copenhague, vivra à Marignane, où il eut un fils, de 1886 à sa mort en 1904.
- Karine Dubernet (1974-), comédienne et humoriste française, née à Marignane
- Lionel Cappone (1979-), footballeur français, né à Marignane
- Florian Raspentino (1989-), footballeur français, né à Marignane
- Baptiste Giabiconi (1989-) mannequin et chanteur né à Marignane.

### Éducation
La ville de Marignane possède 4 établissements publics secondaires :
- Le collège Georges Brassens
- Le collège Émilie de Mirabeau[42]
- Le lycée professionnel Louis Blériot
- Le lycée polyvalent Maurice Genevoix[43].

### Héraldique
| Blason de Marignane | Blason  | D'azur à la lettre M capitale d'or surmontée d'une étoile du même. |
| Blason de Marignane | Détails | Le statut officiel du blason reste à déterminer.                   |

## Économie
L'activité économique est dominé par le secteur industriel qui concentre 51 % des emplois salariés de la commune.
Deux groupes d'entreprises concentrent les emplois du secteur : Airbus Helicopters dont le siège social est à Marignane, et Daher.
Le deuxième secteur d'activité est le secteur tertiaire qui concentre 33 % des emplois salariés de la commune.
L'aéroport Marseille-Provence, situé à Marignane, est un aéroport international qui dynamise l'activité économique de la région Provence-Alpes-Côte d'Azur par le nombre important de ses dessertes et par l'importance du fret aérien.
La commune a été choisie par les acteurs locaux (entreprises et collectivités) pour développer de la recherche industrielle dans le cadre du projet Henri-Fabre. Ce projet s'inscrit dans le développement des pôle de compétitivité en France au sein du pôle Pegase PACA.

## Culture et patrimoine

### Lieux et monuments

#### Monuments entrants dans le patrimoine industriel duXXesiècle

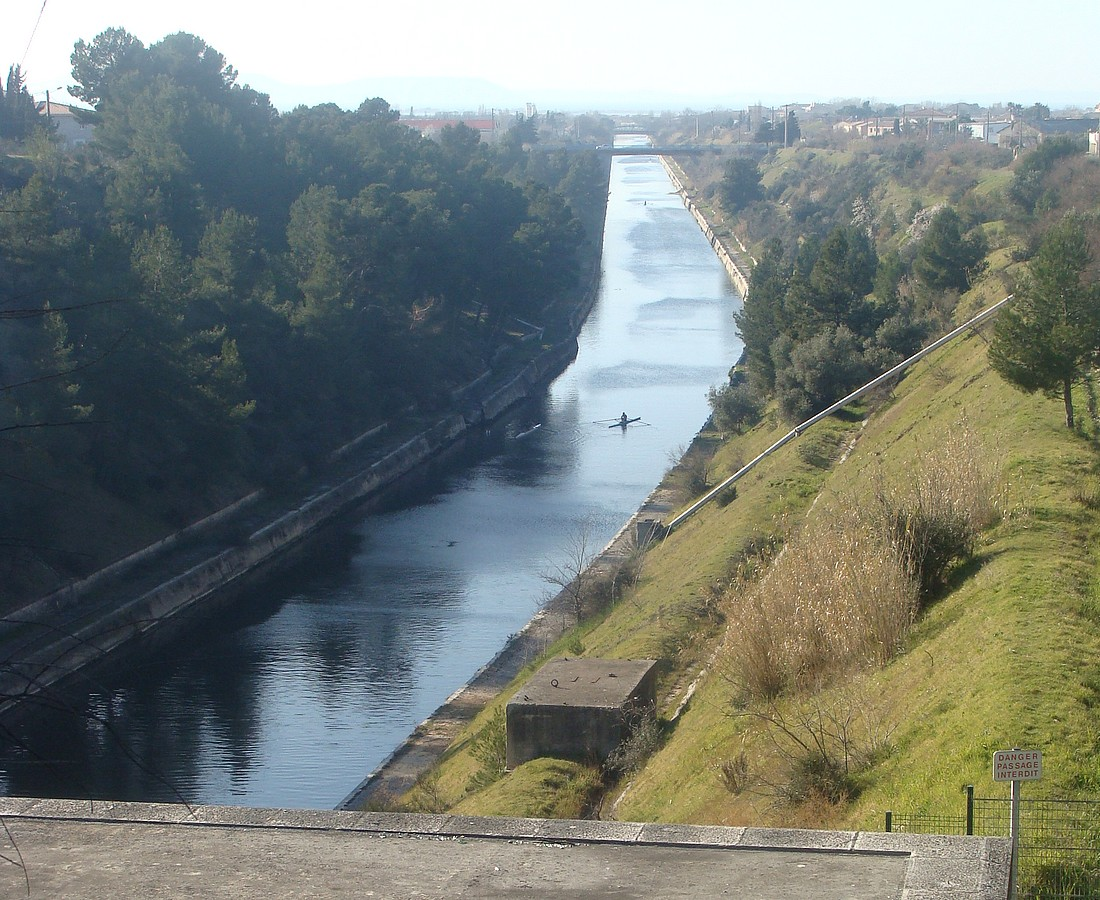
Le canal de Marseille au Rhône à Marignane.

- Les deux hangars d'avions de Boussiron : Exploit technique des années 1950 dont les voutes de 4 000 tonnes ont été coulées au sol et montées par vérins avant la construction des murs. Situés dans l'enceinte de l'aéroport (route de la plage).
- Le canal de Marseille au Rhône depuis le débouché du tunnel du Rove jusqu'à l'étang de Bolmon en passant par le port Saint-Pierre, guère utilisé depuis la neutralisation du tunnel du Rove en 1963.
- Maison des Rocailleurs : Façades décorées et façonnées en ciment imitant la pierre ou le bois artisanat de maçons italiens au début du XXe siècle (située angle avenues Maréchal-Juin et Kennedy).
- Centre historique : On trouve des maisons du XVe au XXe siècle, des témoignages archéologiques de cimetière à tombes sous tuiles, des marbres romains, des céramiques du XIe siècle.
- Oppidum : Classé monument historique, l'oppidum dit du nom de la colline Notre-Dame-de-Pitié, a été classé monument historique en 2004, témoignant ainsi de l'intérêt archéologique de ce site habité depuis le IVe siècle av. J.-C. (-380) soit à le second âge de fer. Les sondages de Lucien François Gantès, aujourd'hui archéologue de l'atelier du patrimoine de Marseille, ont permis de mettre au jour des céramiques massaliotes et étrusques, des amphores, des meules… mobiliers archéologiques dont certains sont visibles au musée de Marignane, et de localiser un petit atelier d'artisan. Les recherches actuelles menées par Marcel Germain portent sur l'étude des remparts qui révèlent une autre dimension du site. En effet, celui-ci se développe plus à l'ouest, l'ensemble faisant près de deux hectares. Il semblerait que sur le vaste site indigène, peut être contemporain du camp de Laure, se soit installé un site plus réduit, celui fouillé par L.-F. Gantès, qui serait un bastion fondé par les Grecs de Marseille pour protéger leur cité. Compte tenu de l'importance du site mis en évidence par Marcel Germain, le SRA (Service régional de l'archéologie) lui a demandé d'en faire une présentation pour « Marseille-Provence, capitale européenne de la culture 2013 ». Cette présentation sera accompagnée d'un spectacle vivant à la fois populaire et culturel : Grannus, rassemblement des tribus gauloises. Cette reconstitution permettra de faire découvrir à la fois l'histoire du site et la civilisation gauloise. Une première aura lieu le 25 septembre 2010.
- Le beffroi : il correspond à l'une des possibles portes du mur d'enceinte vers 1353. Embelli en 1516 lors du passage de François Ier venu à Marseille pour régler les affaires locales. Ce beffroi d'apparat, sans herse, servira de maison communale et sera doté d'une horloge donnant l'heure du pouvoir civil. Sur sa façade, on a  pu attribuer à tort des symboles du compagnonnage qui existent par ailleurs dans le centre historique sur une ancienne cayenne ou atelier de tailleur de pierre. Il est situé place C.-Desmoulins.
- Le château de Marignane : Marignane et ses terres passent en de nombreuses mains par héritage ou vente jusqu'à leur rattachement au domaine du comte de Provence au XVe siècle, puis à ses gouverneurs issus de la maison de Savoie. De 1603 à la Révolution les terres de Marignane appartiennent à la famille de Covet, dont l'un des derniers représentants n'est autre que le père d'Émilie de Covet-Marignane, épouse de Mirabeau dont le divorce fera un scandale retentissant. Les Covet vont agrandir, aménager et embellir le château médiéval des Baux puis de Françoise de Foix, (Hôtel de Ville aujourd'hui), notamment sa façade au XVIIe siècle, tandis que plusieurs édifices religieux sont construits: les chapelles Notre-Dame-de-Pitié (1635), Saint-Nicolas (XIIe s.-1695), Sainte-Anne (1710), aujourd'hui démolie et le couvent des Minimes (1701).

« C'est dans ce château, que sur ordre du jeune roi Charles IX (23 novembre 1561), le comte de Tende, seigneur de Marignane, gouverneur de Provence, tiendra Nostradamus en prison. De passage à Salon-de-Provence le 16 décembre 1561, le comte fit arrêter Nostradamus et l'emmena avec lui dans son château de Marignane. Les deux hommes étaient amis, et l'emprisonnement tenait plus de la mise en résidence ! Le 18 décembre suivant, Claude de Tendre écrira au roi : « Au regard de Nostradamus, je l'ay faict saisir et est avecques moi, luy ayant deffendu de faire plus almanacz et pronstications, ce qu'il m'a promis. Il vous plaira me mander ce qu'il vous plaist que j'en fasse. » Nostradamus avait en effet publié ses prédictions pour 1562 sans l'imprimatur, ce qui avait mis le pape alors à Avignon dans une colère folle au point d'avoir recours au roi. »
— Marcel Germain, Marignane inventaire du patrimoine, 2005.

#### Monuments religieux
- L'église Saint-Nicolas est au cœur de la vie de Marignane. Sans fondement à ce jour, il lui a été attribué par un érudit local du début XIXe siècle une origine légendaire de l'« époque du sacre de Charlemagne ». Sa nef, partie visible la plus ancienne, a été datée par M. Germain entre 1091 et 1094 grâce aux textes du cartulaire ; il s'agit d'une « reconstruction » dont on ignore encore si elle se trouve sur l'église antérieure, également connue par les textes du cartulaire. Les évolutions principales sont des XIIIe (chœur et chapelle nord-est, restaurée au XVIe siècle), XVIe (quatre chapelles) et XIXe siècles (autres chapelles et surélévation des chapelles sud du XVIe siècle). Depuis 1992, cet édifice paroissial est classé monument historique en 1992[47] du fait de son histoire et de l'intérêt de son évolution architecturale. Sa tour carrée est de 22 mètres de haut. Le retable du maître de Marignane, polychrome de la Renaissance, doré avant Louis XV, a été offert par Louise de Savoie, en 1523 (donatrice représentée en Marie dans l'Annonciation) en marque d'autorité spirituelle sur la ville alors qu'elle en prenait la seigneurie au connétable de Bourbon comme il est évoqué dans le traité de Madrid de 1526. Il pourrait avoir été financé par Jacques de Beaune, baron de Semblançay.
- Église Saint-Laurent Imbert de Marignane.
- La chapelle Notre-Dame-de-Pitié est construite sur un oppidum (IVe-IIIe s. av. J.-C.). Au Début du XIe siècle, un oratoire est érigé par Raymond Ier des Baux, rescapé du massacre de Tripoli (1105) lors de la première croisade. Les lieux s'appelaient alors Defens mais ont vraisemblablement changé de nom en 1638 quand le roi de France consacra notre pays à la Vierge devant un tableau de Notre-Dame-de-Pitié.

 La chapelle est restaurée en septembre 2015 ; retrouve ses ex-voto et son tableau de la Pietà.
- La chapelle Saint-Nicolas, un temps dite Saint-Joseph, est déjà mentionnée sur le registre des taxes synodales en 1217. Elle fut agrandie plus tard avec une façade datée de 1695 classée monument historique[48]. La chapelle Saint-Nicolas a été entièrement réhabilitée en 2003 et renommée chapelle Saint-Joseph. Cette dernière appellation est retombée en désuétude avec la persistance du nom d'origine. Elle est située rue Guillaumet.
- Le couvent actuel des Pères Minimes, installés à Marignane à partir de 1648, a été inauguré en 1701 par Joseph Covet et Marie de Crussol. Réquisitionné pour les pestiférés en 1720, passé bien national sous la Révolution, il est par la suite, transformé en cellier puis habitation avant de devenir, en 2002, l'actuelle maison des associations, service municipal à destination des associations de la ville. D'une superficie de 800 m2, répartis sur deux niveaux, le couvent offre un large espace mis à la disposition des 270 associations de la ville : salles de conférences, expositions, etc. Il est situé rue Lamartine.
- La chapelle des Pénitents blancs
- La mosquée Es-Salam est située au sein de la résidence privée Florida Parc. Comme dans toutes les mosquées, l'homme et la femme ne font pas la prière dans la même pièce. Ainsi elle propose un espace pour les hommes et pour les femmes.

### Patrimoine culturel
La ville possède un musée d'Histoire, d'Art et de Traditions populaires au 14 rue Covet. Il compte de nombreuses salles : archéologie, objets religieux, matériel agricole, traditions locales et provençales, militaria, aviation, chasse, pêche, canal du Rove, etc. Ce musée a été dénommé Albert Reynaud du nom de son fondateur en 2013.
Dans le courant de l'année 2014, le musée Raimu (comédien de théâtre et de cinéma 1883-1946) s'est ouvert cours Mirabeau.

### Patrimoine naturel
Marignane est située au bord de l'étang de Berre, sur son territoire se trouve l'étang de Bolmon et les marais des Paluns. Ces milieux naturels classés en zone protégée humide sont la propriété du Conservatoire du littoral ; l'on y trouve de nombreuses espèces d'oiseaux aquatiques visibles d'un observatoire aménagé.